# 2008年柬埔寨大選
2008年7月27日，柬埔寨举行大选。结果是执政的柬埔寨人民党获胜，赢得了123个席位中的90个席位。